# Lagartijo Chico
Rafael Molina Martínez (Córdoba, 16 de julio de 1880-ibídem, 8 de abril de 1910) apodado Lagartijo Chico fue un torero español.

## Biografía
Actuó por primera vez con Rafael González Madrid «Machaquito» como becerrista el 27 de septiembre de 1896 en Córdoba.
El 16 de septiembre de 1900 tomó su alternativa en Madrid, junto a «Machaquito», pocos días después de la muerte de su tío «Lagartijo el Grande».
«Lagartijo Chico» fue un lidiador de gran estilo, era valiente y toreaba con aplomo, elegancia y gallardía, pues apenas movía los pies de la arena. No fue considerado en Córdoba contara como Califa del toreo, pero tuvo cualidades y facultades para ello.
Su carrera taurina la despide en la corrida el 4 de octubre de 1908 en Nimes con su compañero inseparable «Machaquito».
Muere en Córdoba el 8 de abril de 1910. Su esposa Angustias Sánchez Martínez se volvió a casar con otro torero, Manuel Rodríguez Sánchez. De esta segunda unión nacería Manolete.